# Макдональд (Манитоба)
Макдональд (англ. Macdonald) — сельский муниципалитет на юге провинции Манитоба (Канада). Основан в 1881 году, входит в городскую агломерацию Виннипега. Население в 2016 году более 7100 человек.

## География
Макдональд расположен на юге Центральной Манитобы и на северо-востоке граничит со столицей провинции — городом Виннипегом. Состоит из ряда коммун, крупнейшие из которых — Бранкилд, Домейн, Ла-Саль, Осборн, Оук-Блафф, Санфорд и Старбак. Через территорию муниципалитета протекает река Ла-Саль, приток Ред-Ривера. Площадь Макдональда — 1156,11 км².
Вдоль муниципалитета проходит провинциальное шоссе 330, с другими населёнными пунктами его связывают Виннипегская кольцевая дорога 101 и провинциальные автомагистрали 2 и 3. Рядом с Макдональдом также проходит магистральная железная дорога, обеспечивающая транспортировку грузов на основные рынки Канады и США.

## История
Современный Макдональд расположен на территории, которую исторически населял союз племён, включавший кри, ассинибойнов, оджибве и солто. Племена этого союза противостояли воинственным сиу. В начале XIX века местное население наладило торговлю пушниной с вояжёрами из монреальской Северо-Западной компании, среди которых был Александр Генри. Эти первые европейцы, посещавшие регион, дали название реке Ла-Саль (фр. Riviere Sale, из-за её мутной и горькой воды).
В середине 1880-х годов значительная часть региона была разбита на земельные участки, которые были распределены между поселенцами-метисами; права на эти земли были закреплены Актом о Манитобе 1876 года. Многие метисы, не планировавшие заниматься земледелием, продали полученную землю вскоре после получения.
25 мая 1881 года актом Законодательного собрания Манитобы был учреждён сельский муниципалитет Макдональд, получивший название в честь премьер-министра Канады Джона Макдональда. На следующий год началась прокладка железной дороги, в настоящее время проходящей через коммуну Ла-Саль. В том же году началось профилирование дороги, связывающей Виннипег и Санфорд, а в 1889 году были построены мосты и дорога, соединяющая Ла-Саль с основной дорогой, ведущей из Макдональда в Виннипег.
В 1997 году плотина в Бранкилде сыграла решающую роль в спасении Виннипега от затопления во время разлива реки Ред-Ривер. Сам Макдональд в эти дни был эвакуирован наряду с другими населёнными пунктами юга Манитобы.

## Население и администрация
По данным переписи населения 2021 года, в Макдональде проживали 8120 человек — рост на 13 % по сравнению с переписью 2016 года; за этот же период население Манитобы в среднем выросло на 5 %. Плотность населения составляла 7 человек на км². Средний возраст жителей Макдональда в 2021 году составлял 38,3 года, медианный — 39,6 года. 21 % населения составляли дети и подростки в возрасте до 14 лет включительно, каждый восьмой житель был человеком пенсионного возраста (65 лет и старше).
Из жителей в возрасте 15 лет и старше в 2021 году около 72 % состояли в официальном или незарегистрированном браке. Средний размер статистической семьи составлял 3,1 человека. Дети, проживающие с родителями, имелись в 60 % семей (в том числе около 7 % составляли семьи с родителем-одиночкой); в среднем в семьях, где дети проживали с родителями, было 1,9 ребёнка. Средний размер домохозяйства — 2,9 человека, в 12 % домохозяйств был только один человек и примерно в таком же количестве — 5 и больше.
92 % жителей Макдональда по состоянию на 2021 год были уроженцами Канады, в том числе около 9 % представляли коренные народы (в основном метисы). Наиболее значительными группами среди иммигрантов были выходцы из Филиппин, Германии, США и Великобритании. Для 85 % жителей родным был английский язык, менее чем для 5 % — французский, 9 % владели обоими официальными языками Канады. За 5 лет, прошедших между переписями населения, в Макдональд прибыли примерно 9 % его жителей — преимущественно из других населённых пунктов Манитобы.
В 2021 году из жителей в возрасте 15 лет и старше 9 % не имели оконченного среднего образования и примерно по 30 % окончили среднюю школу или её эквивалент; имели профессиональное образование или окончили колледж, не дающий академической степени; и имели академическую степень (от бакалавра и выше). Самые большие группы населения получили образование в сфере бизнеса, менеджмента и маркетинга, в архитектуре и инженерном деле в областях здравоохранения, сельского хозяйства и педагогики. 73 % жителей в возрасте 15 лет и старше были частью работоспособного населения страны, уровень безработицы составлял около 5 %. 84 % занятого населения составляли наёмные работники. Средний доход на жителя в возрасте старше 15 лет составлял в 2020 году 69,2 тысячи долларов, после вычета налогов — 53,2 тысячи, что было значительно выше, чем в среднем по провинции (49,2 и 40,6 тысячи соответственно). Средний доход на домохозяйство после вычета налогов достигал в Макдональде 110 тысяч долларов, на экономическую семью — 117 тысяч.
Макдональд управляется местным советом во главе с ривом. Помимо рива, в состав совета входят депутаты от шести избирательных округов.